# Stan Bowles
Stanley Stan Bowles (ur. 24 grudnia 1948 w Manchesterze, zm. 24 lutego 2024) – angielski piłkarz występujący na pozycji pomocnika. 

## Kariera klubowa
Bowles karierę rozpoczynał w 1967 roku w Manchesterze City z Division One. W sezonie 1967/1968 zdobył z nim mistrzostwo Anglii, a w sezonie 1968/1969 - Puchar Anglii. W 1970 roku odszedł do Bury z Division Three. Jednak jeszcze w tym samym roku przeniósł się do Crewe z Division Four, gdzie występował do sezonu 1971/1972.
Pod koniec 1972 roku Bowles został graczem Carlisle United z Division Two. W trakcie sezonu 1972/1973 odszedł stamtąd do innego zespołu tej ligi, Queens Park Rangers. W tamtym sezonie awansował z nim do Division One, zaś w sezonie 1975/1976 wywalczył wicemistrzostwo Anglii. Z kolei w sezonie 1976/1977 został królem strzelców Pucharu UEFA. W sezonie 1978/1979 spadł z klubem do Division Two.
W 1979 roku Bowles przeszedł do drużyny Division One, Nottingham Forest. Tam występował do końca sezonu 1979/1980. Następnie grał w Leyton Orient (Division Two) oraz Brentfordzie (Division Three). W 1984 roku zakończył karierę.

## Kariera reprezentacyjna
W reprezentacji Anglii Bowles zadebiutował 3 kwietnia 1974 w zremisowanym 0:0 towarzyskim meczu z Portugalią. 11 maja 1974 w wygranym 2:0 pojedynku British Home Championship z Walią strzelił swojego jedynego gola w kadrze. W latach 1974–1977 w drużynie narodowej rozegrał 5 spotkań.